# 落選者沙龍

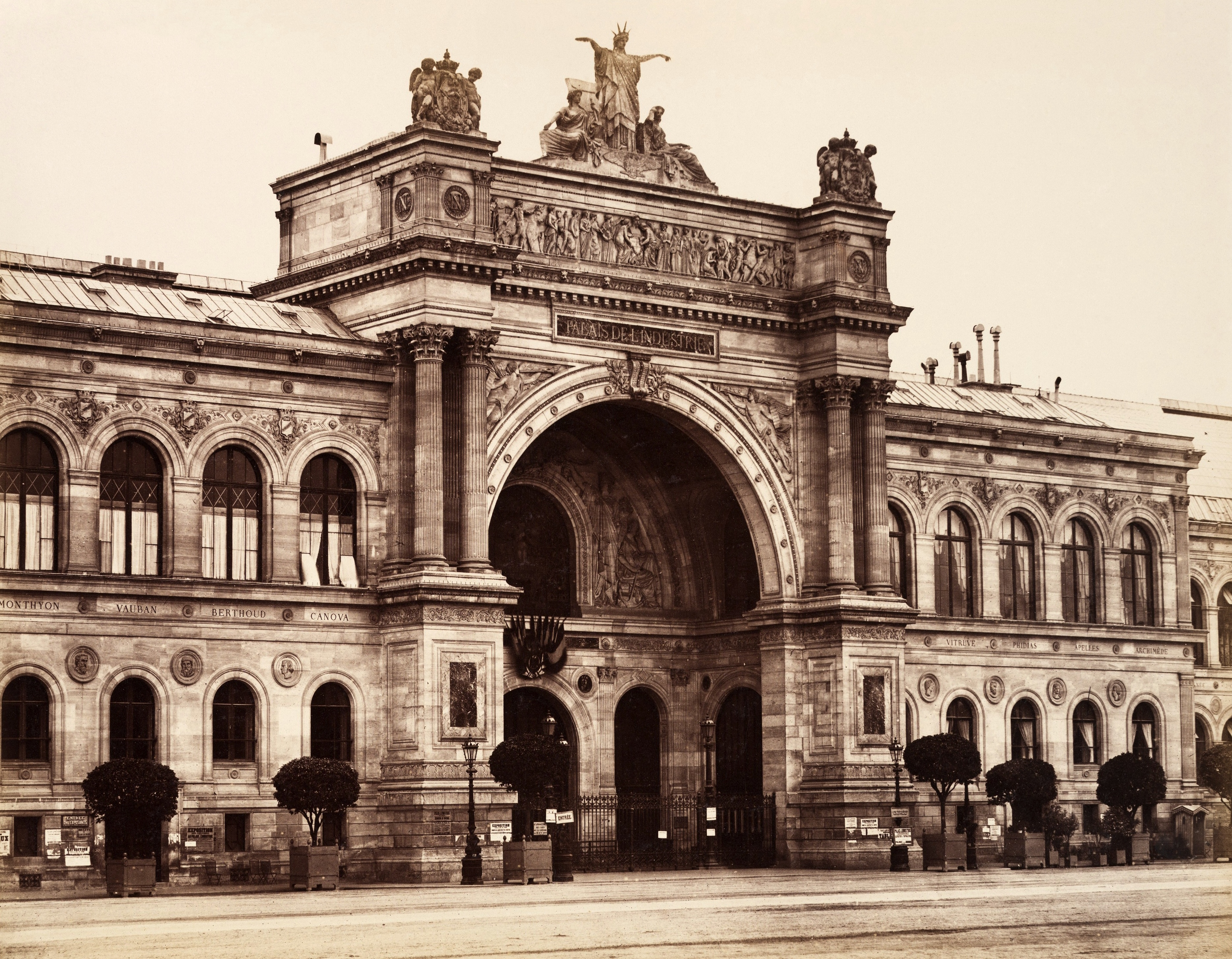
落選者沙龍的舉辦地工业宫

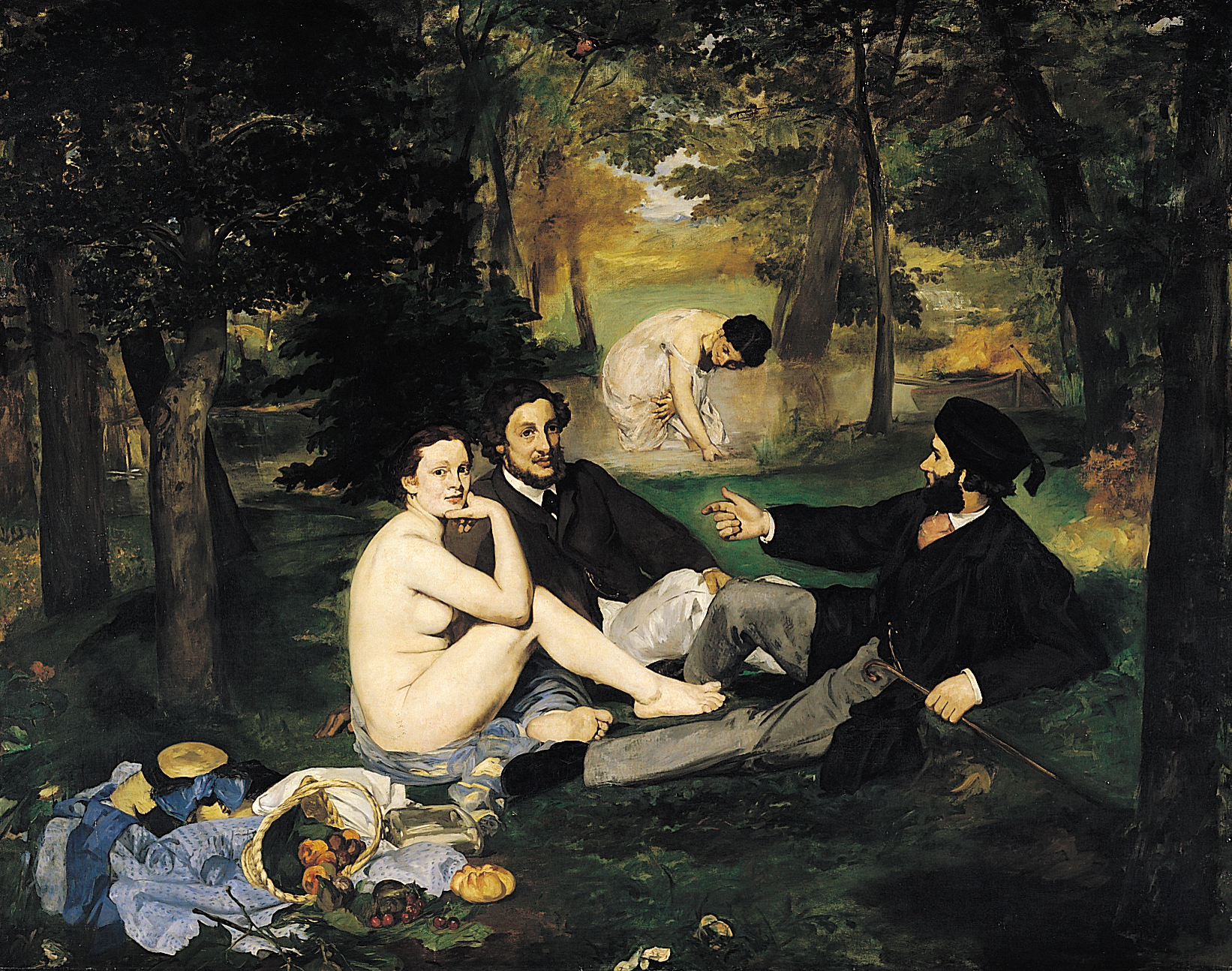
《草地上的午餐》是1863年落選者沙龍上展出的一幅作品

落選者沙龍（Salon des Refusés）是1863年開始舉辦的一個藝術展，展出被巴黎沙龍拒收的作品，也稱落選展。巴黎沙龍主要展出學院藝術作品，1863年它拒絕了三分之二的上交作品，遭拒絕的畫家包括庫爾貝、馬奈、畢沙羅。這些畫家對此表示抗議，抗議上達拿破崙三世。拿破崙三世本人偏好學院藝術，但是迫於公眾壓力，要求巴黎沙龍接受這些落選作品以供大眾評判，但展出點設在工业宫（當年巴黎沙龍展出地）的另外一個房間中。這些作品展出之後一日之內就有上千遊客前去觀看，左拉對此進行過報道。他說當時觀眾摩肩擦踵，展覽廳內充滿奚落的笑聲。1864年印象派藝術家開始自己組織落選者沙龍。曾展出於此的名作包括《草地上的午餐》及《白交響曲一號：穿白衣女子》。

## 擴展閱讀
- Albert Boime, "The Salon des Refuses and the Evolution of Modern Art," Art Quarterly 32 (Winter 1969): 411-26
- Fae Brauer, Rivals and Conspirators: The Paris Salons and the Modern Art Centre, Newcastle upon Tyne, Cambridge Scholars, 2013.